# Alessandro Costacurta
Alessandro Costacurta (Orago, 24. travnja 1966.) je umirovljeni talijanski nogometaš i nogometni trener.
Costacurta je 20 godina nastupa za Milan uz jednogodišnju posudbu u Monzu.

## Karijera
Costacurta je osvojio Scudetto sedam puta s Milanom, te kup/ligu prvaka četiri puta (1989., 1990., 1994., 2003.). On je postao najstariji nogometaš koji je ikada zaigrao u Ligi prvaka, u 1:0 porazu Milana protiv AEK 21. studenog 2006., s 40 godina i 211 dana.
Dana 7. svibnja 2007., u dobi od 41 godine najavio je svoje povlačenje iz aktivnog nogometa na kraju sezone 2006./07. On je ostao u klubu, kao drugi pomoćnik treneru Ancelottiju. Kao trener jednu sezonu trenirao je Mantovu.
Costacurta je za talijansku reprezentaciju nastupio 59 puta i postigao dva gola.